# Choisel
Choisel és un municipi francès, situat al departament d'Yvelines i a la regió de Illa de França. L'any 2007 tenia 522 habitants.
Forma part del cantó de Maurepas, del districte de Rambouillet i de la Comunitat de comunes de la Haute Vallée de Chevreuse.

## Demografia

### Població
El 2007 la població de fet de Choisel era de 522 persones. Hi havia 203 famílies, de les quals 53 eren unipersonals (29 homes vivint sols i 24 dones vivint soles), 53 parelles sense fills, 81 parelles amb fills i 16 famílies monoparentals amb fills.
La població ha evolucionat segons el següent gràfic:
Habitants censats

### Habitatges
El 2007 hi havia 237 habitatges, 208 eren l'habitatge principal de la família, 23 eren segones residències i 6 estaven desocupats. 219 eren cases i 11 eren apartaments. Dels 208 habitatges principals, 146 estaven ocupats pels seus propietaris, 36 estaven llogats i ocupats pels llogaters i 26 estaven cedits a títol gratuït; 5 tenien una cambra, 12 en tenien dues, 34 en tenien tres, 33 en tenien quatre i 124 en tenien cinc o més. 162 habitatges disposaven pel capbaix d'una plaça de pàrquing. A 85 habitatges hi havia un automòbil i a 111 n'hi havia dos o més.

### Piràmide de població
La piràmide de població per edats i sexe el 2009 era:
| Homes | Edats   | Dones |
| ----- | ------- | ----- |
| 0     | 95 o +  | 0     |
| 4     | 90 a 94 | 4     |
| 4     | 85 a 89 | 4     |
| 0     | 80 a 84 | 0     |
| 8     | 75 a 79 | 12    |
| 16    | 70 a 74 | 4     |
| 0     | 65 a 69 | 12    |
| 24    | 60 a 64 | 8     |
| 20    | 55 a 59 | 16    |
| 32    | 50 a 54 | 24    |
| 24    | 45 a 49 | 32    |
| 16    | 40 a 44 | 20    |
| 20    | 35 a 39 | 12    |
| 16    | 30 a 34 | 16    |
| 20    | 25 a 29 | 16    |
| 16    | 20 a 24 | 12    |
| 12    | 15 a 19 | 28    |
| 8     | 10 a 14 | 20    |
| 8     | 5 a 9   | 20    |
| 20    | 0 a 4   | 4     |

## Economia
El 2007 la població en edat de treballar era de 367 persones, 265 eren actives i 102 eren inactives. De les 265 persones actives 246 estaven ocupades (137 homes i 109 dones) i 18 estaven aturades (9 homes i 9 dones). De les 102 persones inactives 23 estaven jubilades, 45 estaven estudiant i 34 estaven classificades com a «altres inactius».

### Ingressos
El 2009 a Choisel hi havia 200 unitats fiscals que integraven 536 persones, la mediana anual d'ingressos fiscals per persona era de 28.930 €.

### Activitats econòmiques
Dels 27 establiments que hi havia el 2007, 3 eren d'empreses de fabricació d'altres productes industrials, 3 d'empreses de construcció, 8 d'empreses de comerç i reparació d'automòbils, 1 d'una empresa d'informació i comunicació, 8 d'empreses de serveis i 4 d'empreses classificades com a «altres activitats de serveis».
Dels 3 establiments de servei als particulars que hi havia el 2009, 1 era un taller de reparació d'automòbils i de material agrícola, 1 guixaire pintor i 1 fusteria.
L'únic establiment comercial que hi havia el 2009 era una botiga d'equipament de la llar.
L'any 2000 a Choisel hi havia 4 explotacions agrícoles.

## Poblacions més properes
El següent diagrama mostra les poblacions més properes.